# NGC 1042
NGC 1042 é uma galáxia espiral barrada (SBc) localizada na direcção da constelação de Cetus. Possui uma declinação de -08° 26' 03" e uma ascensão recta de 2 horas, 40 minutos e 23,9 segundos.
A galáxia NGC 1042 foi descoberta em 10 de Novembro de 1885 por Lewis A. Swift.